# Szász Paulina
Szász Károlyné (Szász Paulina/Szász Polixénia) (írói álneve: Iduna) (Vízakna, 1831. február 17. – Nagykőrös, 1853. június 17.) költőnő.

## Életpályája és magánélete
1852-ben férjhez ment unokatestvéréhez, Szász Károly költőhöz (1829–1905). Pár hónappal később gyógyíthatatlan betegséget (sorvasztóláz) kapott, amelybe belehalt. Sírversét Arany János írta meg.

## Művei
- Iduna hagyományai (Pest, 1853)